# Groupe B du Championnat d'Europe de football 2008
Résultats détaillés du groupe B du Championnat d'Europe de football 2008. 
Le groupe B comprend les équipes d'Allemagne, de Croatie, d'Autriche et de Pologne. 
Les six rencontres sont disputées en Autriche, à Vienne ou à Klagenfurt.

## Classement
| Équipe    | Pts | J | G | N | P | BP | BC | Diff |
| --------- | --- | - | - | - | - | -- | -- | ---- |
| Croatie   | 9   | 3 | 3 | 0 | 0 | 4  | 1  | 3    |
| Allemagne | 6   | 3 | 2 | 0 | 1 | 4  | 2  | 2    |
| Autriche  | 1   | 3 | 0 | 1 | 2 | 1  | 3  | - 2  |
| Pologne   | 1   | 3 | 0 | 1 | 2 | 1  | 4  | - 3  |

Pts : points ; J : matchs joués ; G : matchs gagnés ; N : matchs nuls ; P : matchs perdus ; BP : buts pour ; BC : buts contre
Diff : différence de buts.

## Résumé des matches
- Première journée
  - 8 juin : La Croatie bat l'Autriche au stade Ernst Happel grâce à un penalty précoce de Modrić. Après avoir présenté un bon football face à des Autrichiens amorphes et tétanisés durant les 25 premières minutes, les joueurs croates, très justes physiquement, tiennent bon jusqu'à la fin face à une Autriche survoltée par les entrées de jeunes joueurs comme Kienast ou Korkmaz. Le gardien croate Pletikosa sera d'ailleurs nommé homme du match.
  - 8 juin : L'Allemagne quant à elle confirme son statut de favori du groupe B avec un doublé du joueur d'origine polonaise, Lukas Podolski, face à une bonne sélection de Pologne. On retiendra le jeu très offensif allemand, et le nombre d'occasions créées par l'équipe, dont de nombreuses n'ont pas été concrétisées (Gomez par deux fois, frappes lointaines de Schweinsteiger).
- Deuxième journée
  - 12 juin : La  Croatie crée la sensation en battant l'Allemagne 2-1 grâce à des buts de Srna et Olić, Lukas Podolski ayant réduit l'écart pour les Allemands.
  - 12 juin : L'Autriche croit encore en ses chances de qualification grâce à un match nul obtenu contre la Pologne  1-1. Guerreiro avait ouvert le score pour les Polonais mais Vastic égalise en transformant un penalty à la dernière minute!
- 'Troisième journée
  - 16 juin : L'Allemagne se qualifie finalement aux dépens de l'Autriche dans un derby de piètre qualité entre une faible équipe d'Autriche et une équipe d'Allemagne ne réussissant pas encore à convaincre, avec beaucoup d'approximations. La victoire 1-0 n'est acquise que par un superbe coup franc en pleine lucarne de Ballack, le premier transformé depuis le début de la compétition.
  - 16 juin : Dans le même temps, il fallait un miracle pour que la Pologne se qualifie, sa part du contrat était une victoire par deux buts d'écart face à "l'équipe B" croate. Mais comme face à l'Autriche, elle ne sera pas à la hauteur et finira par s'incliner 1 but à 0.

## Première journée

### Autriche - Croatie
| Titulaires : |  |
| |  |
| 21 Jürgen Macho · 2 Sebastian Prödl 68e · 15 Martin Stranzl · 3 Emanuel Pogatetz 3e · 20 Joachim Standfest · 11 René Aufhauser · 6 Jürgen Säumel 21e 61e · 10 Andreas Ivanschitz · 5 Ronald Gercaliu 68e · 9 Roland Linz 73e · 14 Martin Harnik · |  |
| Remplaçants : |  |
| 8 Ivica Vastić 61e · 19 Ümit Korkmaz 68e · 7 Roman Kienast 73e · |  |
| Entraîneur : |  |
| Josef Hickersberger |  |

| Titulaires : |  |
| |  |
| 1 Stipe Pletikosa · 5 Vedran Ćorluka · 4 Robert Kovač · 3 Josip Šimunić · 22 Danijel Pranjić · 11 Darijo Srna · 10 Niko Kovač 51e · 14 Luka Modrić · 19 Niko Kranjčar 61e · 18 Ivica Olić 63e · 21 Mladen Petrić 72e · |  |
| Remplaçants : |  |
| 15 Dario Knežević 61e · 8 Ognjen Vukojević 63e · 20 Igor Budan 63e · |  |
| Entraîneur : |  |
| Slaven Bilić |  |

| Titulaires : |  |
| |  |
| 21 Jürgen Macho · 2 Sebastian Prödl 68e · 15 Martin Stranzl · 3 Emanuel Pogatetz 3e · 20 Joachim Standfest · 11 René Aufhauser · 6 Jürgen Säumel 21e 61e · 10 Andreas Ivanschitz · 5 Ronald Gercaliu 68e · 9 Roland Linz 73e · 14 Martin Harnik · |  |
| Remplaçants : |  |
| 8 Ivica Vastić 61e · 19 Ümit Korkmaz 68e · 7 Roman Kienast 73e · |  |
| Entraîneur : |  |
| Josef Hickersberger |  |

| Titulaires : |  |
| |  |
| 1 Stipe Pletikosa · 5 Vedran Ćorluka · 4 Robert Kovač · 3 Josip Šimunić · 22 Danijel Pranjić · 11 Darijo Srna · 10 Niko Kovač 51e · 14 Luka Modrić · 19 Niko Kranjčar 61e · 18 Ivica Olić 63e · 21 Mladen Petrić 72e · |  |
| Remplaçants : |  |
| 15 Dario Knežević 61e · 8 Ognjen Vukojević 63e · 20 Igor Budan 63e · |  |
| Entraîneur : |  |
| Slaven Bilić |  |

### Allemagne - Pologne
| Titulaires : |  |
| |  |
| 1 Jens Lehmann · 2 Marcell Jansen · 17 Per Mertesacker · 21 Christoph Metzelder · 16 Philipp Lahm · 8 Torsten Frings · 13 Michael Ballack · 4 Clemens Fritz 56e · 11 Miroslav Klose 90+1e · 20 Lukas Podolski · 9 Mario Gómez 75e · |  |
| Remplaçants : |  |
| 7 Bastian Schweinsteiger 56e 64e · 22 Kevin Kurányi 90+1e · 15 Thomas Hitzlsperger 75e · |  |
| Entraîneur : |  |
| Joachim Löw |  |

| Titulaires : |  |
| |  |
| 1 Artur Boruc · Paweł Golański 76e · Jacek Bąk · Michał Żewłakow · Mariusz Lewandowski 60e · Dariusz Dudka · Euzebiusz Smolarek 40e · Wojciech Łobodziński 65e · 13 Marcin Wasilewski · Jacek Krzynówek · Maciej Żurawski 45e · |  |
| Remplaçants : |  |
| Marek Saganowski 76e · Łukasz Piszczek 65e · Roger Guerreiro 45e · |  |
| Entraîneur : |  |
| Leo Beenhakker |  |

| Titulaires : |  |
| |  |
| 1 Jens Lehmann · 2 Marcell Jansen · 17 Per Mertesacker · 21 Christoph Metzelder · 16 Philipp Lahm · 8 Torsten Frings · 13 Michael Ballack · 4 Clemens Fritz 56e · 11 Miroslav Klose 90+1e · 20 Lukas Podolski · 9 Mario Gómez 75e · |  |
| Remplaçants : |  |
| 7 Bastian Schweinsteiger 56e 64e · 22 Kevin Kurányi 90+1e · 15 Thomas Hitzlsperger 75e · |  |
| Entraîneur : |  |
| Joachim Löw |  |

| Titulaires : |  |
| |  |
| 1 Artur Boruc · Paweł Golański 76e · Jacek Bąk · Michał Żewłakow · Mariusz Lewandowski 60e · Dariusz Dudka · Euzebiusz Smolarek 40e · Wojciech Łobodziński 65e · 13 Marcin Wasilewski · Jacek Krzynówek · Maciej Żurawski 45e · |  |
| Remplaçants : |  |
| Marek Saganowski 76e · Łukasz Piszczek 65e · Roger Guerreiro 45e · |  |
| Entraîneur : |  |
| Leo Beenhakker |  |

## Deuxième journée

### Croatie - Allemagne
| Titulaires : |  |
| |  |
| 1 Stipe Pletikosa · 5 Vedran Ćorluka · 4 Robert Kovač · 3 Josip Šimunić 45+1e · 22 Danijel Pranjić · 11 Darijo Srna 27e 80e · 10 Niko Kovač (c) · 14 Luka Modrić 90+3e · 7 Ivan Rakitić · 19 Niko Kranjčar 85e · 18 Ivica Olić 72e · |  |
| Remplaçants : |  |
| 21 Mladen Petrić 72e · 16 Jerko Leko 90+2e 80e · 15 Dario Knežević 85e · |  |
| Entraîneur : |  |
| Slaven Bilić |  |

| Titulaires : |  |
| |  |
| 1 Jens Lehmann 90+2e · 16 Philipp Lahm · 21 Christoph Metzelder · 17 Per Mertesacker · 2 Marcell Jansen 46e · 4 Clemens Fritz 82e · 8 Torsten Frings · 13 Michael Ballack (c) 75e · 20 Lukas Podolski · 9 Mario Gómez 66e · 11 Miroslav Klose · |  |
| Remplaçants : |  |
| 19 David Odonkor 46e · 7 Bastian Schweinsteiger 66e 90+2e · 22 Kevin Kurányi 82e · |  |
| Entraîneur : |  |
| Joachim Löw |  |

| Titulaires : |  |
| |  |
| 1 Stipe Pletikosa · 5 Vedran Ćorluka · 4 Robert Kovač · 3 Josip Šimunić 45+1e · 22 Danijel Pranjić · 11 Darijo Srna 27e 80e · 10 Niko Kovač (c) · 14 Luka Modrić 90+3e · 7 Ivan Rakitić · 19 Niko Kranjčar 85e · 18 Ivica Olić 72e · |  |
| Remplaçants : |  |
| 21 Mladen Petrić 72e · 16 Jerko Leko 90+2e 80e · 15 Dario Knežević 85e · |  |
| Entraîneur : |  |
| Slaven Bilić |  |

| Titulaires : |  |
| |  |
| 1 Jens Lehmann 90+2e · 16 Philipp Lahm · 21 Christoph Metzelder · 17 Per Mertesacker · 2 Marcell Jansen 46e · 4 Clemens Fritz 82e · 8 Torsten Frings · 13 Michael Ballack (c) 75e · 20 Lukas Podolski · 9 Mario Gómez 66e · 11 Miroslav Klose · |  |
| Remplaçants : |  |
| 19 David Odonkor 46e · 7 Bastian Schweinsteiger 66e 90+2e · 22 Kevin Kurányi 82e · |  |
| Entraîneur : |  |
| Joachim Löw |  |

### Autriche - Pologne
| Titulaires : |  |
| |  |
| 21 Jürgen Macho · 14 György Garics · 15 Sebastian Prödl 72e · 3 Martin Stranzl · 4 Emanuel Pogatetz · 6 René Aufhauser 74e · 8 Christoph Leitgeb · 10 Andreas Ivanschitz (c) 64e · 11 Ümit Korkmaz 56e · 20 Martin Harnik · 9 Roland Linz 64e · |  |
| Remplaçants : |  |
| 7 Ivica Vastić 64e · 18 Roman Kienast 64e · 19 Jürgen Säumel 74e · |  |
| Entraîneur : |  |
| Josef Hickersberger |  |

| Titulaires : |  |
| |  |
| 1 Artur Boruc · 13 Marcin Wasilewski 58e · 2 Mariusz Jop 46e · 6 Jacek Bąk (c) 90+3e · 14 Michał Żewłakow · 5 Dariusz Dudka · 18 Mariusz Lewandowski · 8 Jacek Krzynówek 61e · 20 Roger Guerreiro 85e · 11 Marek Saganowski 83e · 7 Euzebiusz Smolarek · |  |
| Remplaçants : |  |
| 4 Paweł Golański 46e · 17 Wojciech Łobodziński 83e · 19 Rafał Murawski 85e · |  |
| Entraîneur : |  |
| Leo Beenhakker |  |

| Titulaires : |  |
| |  |
| 21 Jürgen Macho · 14 György Garics · 15 Sebastian Prödl 72e · 3 Martin Stranzl · 4 Emanuel Pogatetz · 6 René Aufhauser 74e · 8 Christoph Leitgeb · 10 Andreas Ivanschitz (c) 64e · 11 Ümit Korkmaz 56e · 20 Martin Harnik · 9 Roland Linz 64e · |  |
| Remplaçants : |  |
| 7 Ivica Vastić 64e · 18 Roman Kienast 64e · 19 Jürgen Säumel 74e · |  |
| Entraîneur : |  |
| Josef Hickersberger |  |

| Titulaires : |  |
| |  |
| 1 Artur Boruc · 13 Marcin Wasilewski 58e · 2 Mariusz Jop 46e · 6 Jacek Bąk (c) 90+3e · 14 Michał Żewłakow · 5 Dariusz Dudka · 18 Mariusz Lewandowski · 8 Jacek Krzynówek 61e · 20 Roger Guerreiro 85e · 11 Marek Saganowski 83e · 7 Euzebiusz Smolarek · |  |
| Remplaçants : |  |
| 4 Paweł Golański 46e · 17 Wojciech Łobodziński 83e · 19 Rafał Murawski 85e · |  |
| Entraîneur : |  |
| Leo Beenhakker |  |

## Troisième journée

### Pologne - Croatie
| Titulaires : |  |
| |  |
| 1 Artur Boruc · 13 Marcin Wasilewski · 14 Michał Żewłakow (c) · 5 Dariusz Dudka · 3 Jakub Wawrzyniak · 19 Rafał Murawski · 18 Mariusz Lewandowski 38e 46e · 17 Wojciech Łobodziński 55e · 20 Roger Guerreiro · 8 Jacek Krzynówek · 11 Marek Saganowski 69e · |  |
| Remplaçants : |  |
| 23 Adam Kokoszka 46e · 7 Euzebiusz Smolarek 55e · 21 Tomasz Zahorski 84e 69e · |  |
| Entraîneur : |  |
| Leo Beenhakker |  |

| Titulaires : |  |
| |  |
| 1 Vedran Runje · 2 Dario Šimić (c) · 6 Hrvoje Vejić 45e · 15 Dario Knežević 27e · 22 Danijel Pranjić · 16 Jerko Leko · 8 Ognjen Vukojević 85e · 13 Nikola Pokrivač · 7 Ivan Rakitić · 17 Ivan Klasnić 74e · 21 Mladen Petrić 75e · |  |
| Remplaçants : |  |
| 5 Vedran Ćorluka 27e · 9 Nikola Kalinić 74e · 19Niko Kranjčar 75e · |  |
| Entraîneur : |  |
| Slaven Bilić |  |

| Titulaires : |  |
| |  |
| 1 Artur Boruc · 13 Marcin Wasilewski · 14 Michał Żewłakow (c) · 5 Dariusz Dudka · 3 Jakub Wawrzyniak · 19 Rafał Murawski · 18 Mariusz Lewandowski 38e 46e · 17 Wojciech Łobodziński 55e · 20 Roger Guerreiro · 8 Jacek Krzynówek · 11 Marek Saganowski 69e · |  |
| Remplaçants : |  |
| 23 Adam Kokoszka 46e · 7 Euzebiusz Smolarek 55e · 21 Tomasz Zahorski 84e 69e · |  |
| Entraîneur : |  |
| Leo Beenhakker |  |

| Titulaires : |  |
| |  |
| 1 Vedran Runje · 2 Dario Šimić (c) · 6 Hrvoje Vejić 45e · 15 Dario Knežević 27e · 22 Danijel Pranjić · 16 Jerko Leko · 8 Ognjen Vukojević 85e · 13 Nikola Pokrivač · 7 Ivan Rakitić · 17 Ivan Klasnić 74e · 21 Mladen Petrić 75e · |  |
| Remplaçants : |  |
| 5 Vedran Ćorluka 27e · 9 Nikola Kalinić 74e · 19Niko Kranjčar 75e · |  |
| Entraîneur : |  |
| Slaven Bilić |  |

### Autriche - Allemagne
| Titulaires : |  |
| |  |
| 21 Jürgen Macho · 14 György Garics · 3 Martin Stranzl 13e · 17 Martin Hiden 55e · 4 Emanuel Pogatetz · 6 René Aufhauser 63e · 10 Andreas Ivanschitz (c) 48e · 5 Christian Fuchs · 20 Martin Harnik 67e · 11 Ümit Korkmaz · 22 Erwin Hoffer 31e · |  |
| Remplaçants : |  |
| 8 Christoph Leitgeb 55e · 19 Jürgen Säumel 63e · 18 Roman Kienast 67e · |  |
| Entraîneur : |  |
| Josef Hickersberger 41e |  |

| Titulaires : |  |
| |  |
| 1 Jens Lehmann · 3 Arne Friedrich · 17 Per Mertesacker · 21 Christoph Metzelder · 16 Philipp Lahm · 4 Clemens Fritz 90+3e · 8 Torsten Frings · 13 Michael Ballack (c) · 20 Lukas Podolski 83e · 9 Mario Gómez 60e · 11 Miroslav Klose · |  |
| Remplaçants : |  |
| 15 Thomas Hitzlsperger 60e · 10 Oliver Neuville 83e · 18 Tim Borowski 90+3e · |  |
| Entraîneur : |  |
| Joachim Löw 41e |  |

| Titulaires : |  |
| |  |
| 21 Jürgen Macho · 14 György Garics · 3 Martin Stranzl 13e · 17 Martin Hiden 55e · 4 Emanuel Pogatetz · 6 René Aufhauser 63e · 10 Andreas Ivanschitz (c) 48e · 5 Christian Fuchs · 20 Martin Harnik 67e · 11 Ümit Korkmaz · 22 Erwin Hoffer 31e · |  |
| Remplaçants : |  |
| 8 Christoph Leitgeb 55e · 19 Jürgen Säumel 63e · 18 Roman Kienast 67e · |  |
| Entraîneur : |  |
| Josef Hickersberger 41e |  |

| Titulaires : |  |
| |  |
| 1 Jens Lehmann · 3 Arne Friedrich · 17 Per Mertesacker · 21 Christoph Metzelder · 16 Philipp Lahm · 4 Clemens Fritz 90+3e · 8 Torsten Frings · 13 Michael Ballack (c) · 20 Lukas Podolski 83e · 9 Mario Gómez 60e · 11 Miroslav Klose · |  |
| Remplaçants : |  |
| 15 Thomas Hitzlsperger 60e · 10 Oliver Neuville 83e · 18 Tim Borowski 90+3e · |  |
| Entraîneur : |  |
| Joachim Löw 41e |  |

## Buteurs
3 buts
- Lukas Podolski

1 but
- Ivan Klasnić
- Luka Modrić
- Darijo Srna
- Ivica Olić
- Michael Ballack
- Roger Guerreiro
- Ivica Vastic

## Homme du match
- Stipe Pletikosa contre l'Autriche (8 juin)
- Lukas Podolski contre la Pologne (8 juin)
- Luka Modrić contre l'Allemagne (12 juin)
- Roger Guerreiro contre l'Autriche (12 juin)
- Ivan Klasnić contre la Pologne (16 juin)
- Michael Ballack contre l'Autriche (16 juin)